# Euryopis megalops
Euryopis megalops là một loài nhện trong họ Theridiidae.
Loài này thuộc chi Euryopis. Euryopis megalops được Lodovico di Caporiacco miêu tả năm 1934.